# Pałac w Morągu
Pałac w Morągu (Pałac rodu zu Dohna, Pałac Dohnów) (niem. Dohna-Schlößchen, Dohna’sches Schlösschen) – zabytkowy pałac wraz z niewielkim zespołem parkowym znajdujący się w Morągu w powiecie ostródzkim w województwie warmińsko-mazurskim. 
Obiekt wybudowany w latach 1562–1571 w stylu barokowym, jako miejska rezydencja pruskiego rodu szlacheckiego zu Dohna, wielokrotnie przebudowywany. Obecnie mieści się w nim Muzeum Prus Górnych w Morągu, będące oddziałem Muzeum Warmii i Mazur w Olsztynie.

## Położenie
Pałac położony jest w centrum Morąga, około 46 km na północny zachód od Olsztyna, 45 km na południowy wschód od Elbląga i 28 km na północ od Ostródy. W mieście krzyżują się drogi wojewódzkie nr 519, 527 i 528, nieopodal natomiast znajduje się jezioro Skiertąg.

## Historia
Pochodzący pierwotnie z Saksonii, członkowie rodu zu Dohna pojawili się na terenie Prus w połowie XV wieku (prawdopodobnie w 1454 roku) jako rycerze zakonu krzyżackiego, natomiast za protoplastę rodziny uznaje się rycerza Stanislausa (zm. 1504/1505). Wiadomo, iż za zasługi dla Zakonu otrzymał on w 1469 roku, na wieczne użytkowanie, dobra Wilczęta (niem. Deutschendorf) i Karwiny (Karwinden), co było zaczątkiem wielkiej rodowej fortuny. Majątek znacznie powiększył jeszcze, otrzymując w 1525 roku i obierając sobie za główną siedzibę wieś Słobity (Schlobbiten), jego syn Peter (1482–1553). Syn Petera Achacy wzniósł w Słobitach pierwszy dom, lecz pierwszy pałac był dziełem dopiero kolejnego potomka, Abrahama w XVII wieku. W międzyczasie Dohnowie stali się właścicielami kolejnych dóbr, w tym m.in. w Morągu.
Do czasów budowy pałacu w Słobitach, główną siedzibą rozrastającego się rodu Dohnów był zameczek w Morągu. W roku 1561 lub 1562 Achacy zu Dohna kupił tam działkę, na której znajdowały się fragmenty gotyckich murów miejskich wraz z basztami obronnym. Z wykorzystaniem północno-zachodniego narożnika murów jako jednej ze ścian wzniósł w latach 1562–1571, bądź jak podają inne źródła dopiero w 1595 roku (niektóre z kolei tę datę wymieniają jako pierwszą przebudowę pierwotnego założenia), rodową miejską rezydencję, tzw. Zameczek Dohnów. Posiadłości w Morągu przez wieki były jedynie częścią wielkiego majątku rodu zu Dohna, w których posiadaniu pozostawało kilkanaście miejscowości na terenie byłych Prus Wschodnich.
Dzięki swojej zamożności i koneksjom z dworem cesarskim w 1900 roku przedstawiciel rodu Richard Wilhelm zu Dohna-Schlobitten (1843–1919) został podniesiony, przez ostatniego cesarza Niemiec i króla Prus Wilhelma II, do rangi i godności dziedzicznego księcia.
W 1697 roku wielki pożar strawił sporą część starej zabytkowej zabudowy Morąga. Ucierpiał także pałac Dohnów wraz z bogatymi wnętrzami i rodowym archiwum, który przez następne lata pozostawał w ruinie. W latach 1717–1719, na zlecenie rodu, został odbudowany i przebudowany na bardziej reprezentacyjną pałacową rezydencję przez pruskiego architekta Johanna Caspara Hindersina (1677-1738). Powstały budynek barokowy, założony został na planie nieco bardziej otwartej podkowy z nieregularnym dziedzińcem i dwoma pawilonami flankującymi bramę, która do kompleksu dobudowana została w 1731 roku. Ponadto na przypałacowym dziedzińcu w 1741 roku ustawiono kompleks zegarów słonecznych o nieznanym dzisiaj przeznaczeniu.
Podczas II wojny światowej pałac został poważnie zniszczony przez armię radziecką w czasie ofensywy w Prusach Wschodnich w początkach 1945 roku. Dopiero w latach 1975–1985, dzięki zaangażowaniu Wojewódzkiego Konserwatora Zabytków w Olsztynie, został odbudowany i przebudowany z przeznaczeniem na pomieszczenia kulturalne. Od 1986 roku pałac jest własnością Muzeum Warmii i Mazur w Olsztynie, które posiada tu swój oddział o nazwie Muzeum Prus Górnych w Morągu do 2024 roku jako Muzeum im. J. G. Herdera w Morągu. Prezentuje ono najwybitniejszego Morążanina-Herdera oraz sztukę i rzemiosło artystyczne regionu byłych Prus oraz dzisiejszych Warmii i Mazur. W 1990 roku w pałacu gościł ówczesny prezydent Republiki Federalnej Niemiec Richard von Weizsäcker.
Obecnie zabytkowy budynek pałacu, jak i jego otoczenie oraz wnętrza utrzymane są w bardzo dobrym stanie.

## Architektura

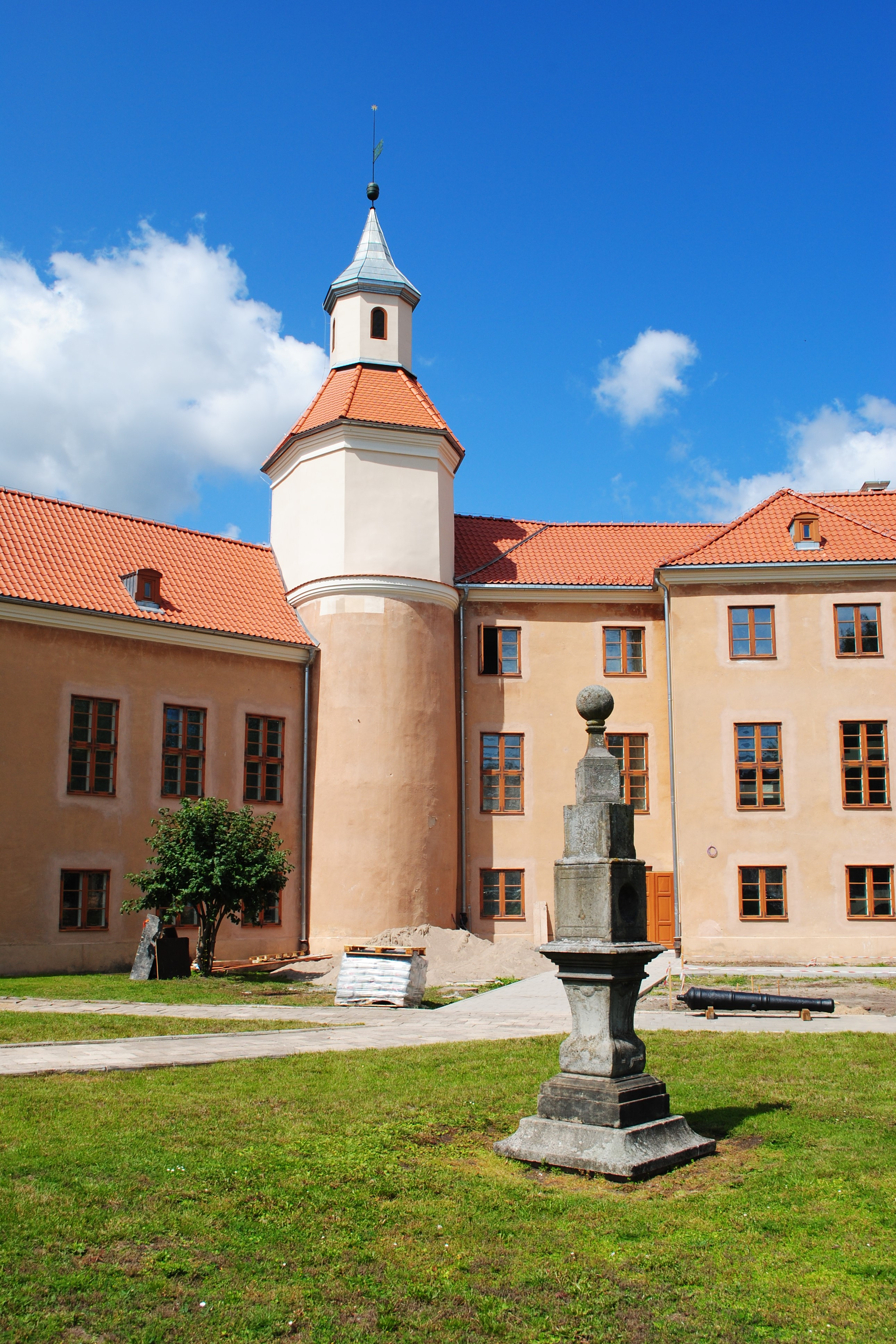
Barokowy zegar słoneczny i jedno ze skrzydeł pałacu (2024)

Obecny wygląd pałacu Dohnów w Morągu to efekt jego odbudowy i przebudowy z I poł. XVIII wieku, kiedy to nadano mu styl barokowy. Pałac założony jest na planie podkowy, która pozostaje nieco bardziej otwarta, a dzięki dobudowanym w późniejszym okresie budynkom i bramie powstał półzamknięty dziedziniec. Pierwotnie budowla pałacu została wzniesiona przy pomocy i z wykorzystaniem licznych elementów średniowiecznych murów miejskich oraz baszt Morąga. Są one wciąż widoczne na wysokości pierwszego piętra w ścianie zewnętrznej budynku.
Otoczony niewielkim parkiem pałac jest dwukondygnacyjną, a miejscami trójkondygnacyjną budowlą, o jednolitych, mało zdobionych elewacjach. Elementem wyróżniającym się z bryły głównej jest stożkowata wieża nakryta blaszaną kopułą, wbudowana między dwa skrzydła.

### Zegar słoneczny
Na skwerze przed pałacem znajduje się skonstruowany w 1741 roku barokowy zegar słoneczny. Jest to jedyna tego typu i bardzo rzadka w tej części Polski konstrukcja. Niegdyś składała się z kilku zegarów i pełniła niesprecyzowaną obecnie funkcję. Kolumna trzonu zegara składa się z kilku elementów o kształcie sześcianu, wykonanych z piaskowca, które dodatkowo zwieńczone są kamienną kulą.

## Muzeum Prus Górnych w Morągu
W pałacu rodu zu Dohna znajduje się aktualnie oddział Muzeum Warmii i Mazur w Olsztynie – przeniesiony w 1986 roku z morąskiego ratusza miał nazwę Muzeum im. Johanna Gottfreda Herdera w Moragu od 2024 roku jest to Muzeum Prus Górnych w Morągu . Poza kilkoma stałymi ekspozycjami w muzeum okazjonalnie pojawiają się wystawy czasowe czy rocznicowe, jak np. Pamiątki kampanii napoleońskiej w Prusach Wschodnich 1807 r. czy Z herbem w tle. Portrety i kartusze herbowe ze zbiorów Muzeum Warmii i Mazur w Olsztynie.
Zwiedzanie muzeum rozpoczyna się na drugim piętrze budynku od wystawy Krajobraz kulturowy Górnych Prus. Kurhany gdzie prezentowane są zabytki archeologiczne związane z kurhanami licznie występującymi na terenie Górnych Prus. Na kolejnej wystawie Przestrzeń Morąga i okolic prezentujemy zdjęcia, widokówki, mapy, dokumenty rodowe i historyczne związane z Prusami Górnymi. W sąsiadującej sali mieści się ekspozycja dotycząca historii pałacu Dohnów w Morągu, która została przedstawiona na planszach z wykorzystaniem zdigitalizowanych fotografii, planów, grafików. W największej sali drugiego piętra prezentowana jest ekspozycja Luterańskie epitafia i portrety upamiętniające, na której zobaczymy epitafia - jeden z najbardziej charakterystycznych elementów protestanckiej sztuki sakralnej. Wśród portretowanych znajdują się przedstawiciele szlachty pruskiej i lokalni duchowni kościoła ewangelickiego. Na szczególną uwagę zasługuje epitafium Piotra i Katarzyny zu Dohna, które pierwotnie znajdowało się w kościele w Morągu. 
Na pierwszym piętrze pałacu zaprezentowano dwie wystawy. Pierwsza z nich Okruchy przeszłości. pamiątki z pruskich dworów mieści się w pięciu salach. Ukazuje szlachtę pruską z wyszczególnieniem na rody. Odrębnie zaprezentowano ród zu Dohna z Denhoffami. Kolejno pokazano rody von der Groeben, Kunheim, Lehndorff, Auerswald, Finckenstein, Kanitz, Tettau, Kreytzen i Stanisławskich. Przechodząc dalej dotrzemy do wystawy Portret holenderski XVII wieku z galerii rodu zu Dohna, która jest poświęcona najcenniejszemu w Polsce zbiorowi XVII-wiecznego portretu holenderskiego pochodzącego z kolekcji rodziny zu Dohna. Sali balowa pałacu, jest jedyną, która wciąż posiada oryginalne detale, zachowane z pierwotnego założenia. 
Na parterze budynku znajduje się wystawa Z niepamięci. Rzeźby Adolfo Wildta (1868-1931) z kolekcji Franza Rosego z Dylewa przywracająca pamięć o włoskim rzeźbiarzu Adolfo Wildzcie i jego mecenasie i protektorze - Franzu Rosem. Wildt tworzył na zamówienie Rosego, zanim jeszcze stał się wybitnym przedstawicielem włoskiego modernizmu, stąd wyjątkowość dylewskiej kolekcji, przykład rozwoju młodego artysty.

## Zabytek
W 1953 roku pałac w Morągu został wpisany do rejestru zabytków nieruchomych (nr rej.: 66 z 27.06.1953).